# Gare du Cendre - Orcet
La gare du Cendre - Orcet est une gare ferroviaire française de la ligne de Saint-Germain-des-Fossés à Nîmes-Courbessac, située sur le territoire de la commune du Cendre, près d'Orcet, dans le département du Puy-de-Dôme, en région Auvergne-Rhône-Alpes.
C'est une gare de la Société nationale des chemins de fer français (SNCF), desservie par des trains TER Auvergne-Rhône-Alpes.

## Situation ferroviaire
Établie à 350 m d'altitude, la gare du Cendre - Orcet est située au point kilométrique (PK) 429,442 de la ligne de Saint-Germain-des-Fossés à Nîmes-Courbessac, entre les gares de Sarliève - Cournon et des Martres-de-Veyre.

## Histoire
En 2019, Clermont Auvergne Métropole a entrepris, avec la commune et la région Auvergne-Rhône-Alpes, le réaménagement de la gare en vue d'« encourager l'utilisation du train au détriment de la voiture […] dans un contexte de transition énergétique et écologique ». Le projet, d'un montant de 2,8 millions d'euros TTC (avec subventions de la région Auvergne-Rhône-Alpes et du syndicat intercommunal d'électricité et de gaz du Puy-de-Dôme (SIEG)), comprend la rénovation du parvis de la gare et de l'allée des Marronniers et une piste cyclable.

## Service des voyageurs

### Accueil
Gare SNCF, elle dispose d'un bâtiment voyageurs, avec guichet, ouvert le lundi, le mercredi et le vendredi. Elle est équipée d'automates pour l'achat de titres de transport.
Une passerelle permet le passage d'un quai à l'autre.

### Desserte
Le Cendre - Orcet est desservie par des trains TER Auvergne-Rhône-Alpes qui effectuent des missions entre les gares de Brioude, d'Issoire ou de Vic-le-Comte et de Clermont-Ferrand (ligne 80) ; certains trains continuent au-delà vers Riom - Châtel-Guyon.

### Intermodalité
Un abri à vélos et un parking pour les véhicules y sont aménagés.
Elle est desservie par la ligne 34 du réseau T2C à l'arrêt « Gare Le Cendre / Orcet » et à proximité par la ligne 22 à l'arrêt « Cournon Hortensias ».

## Galerie

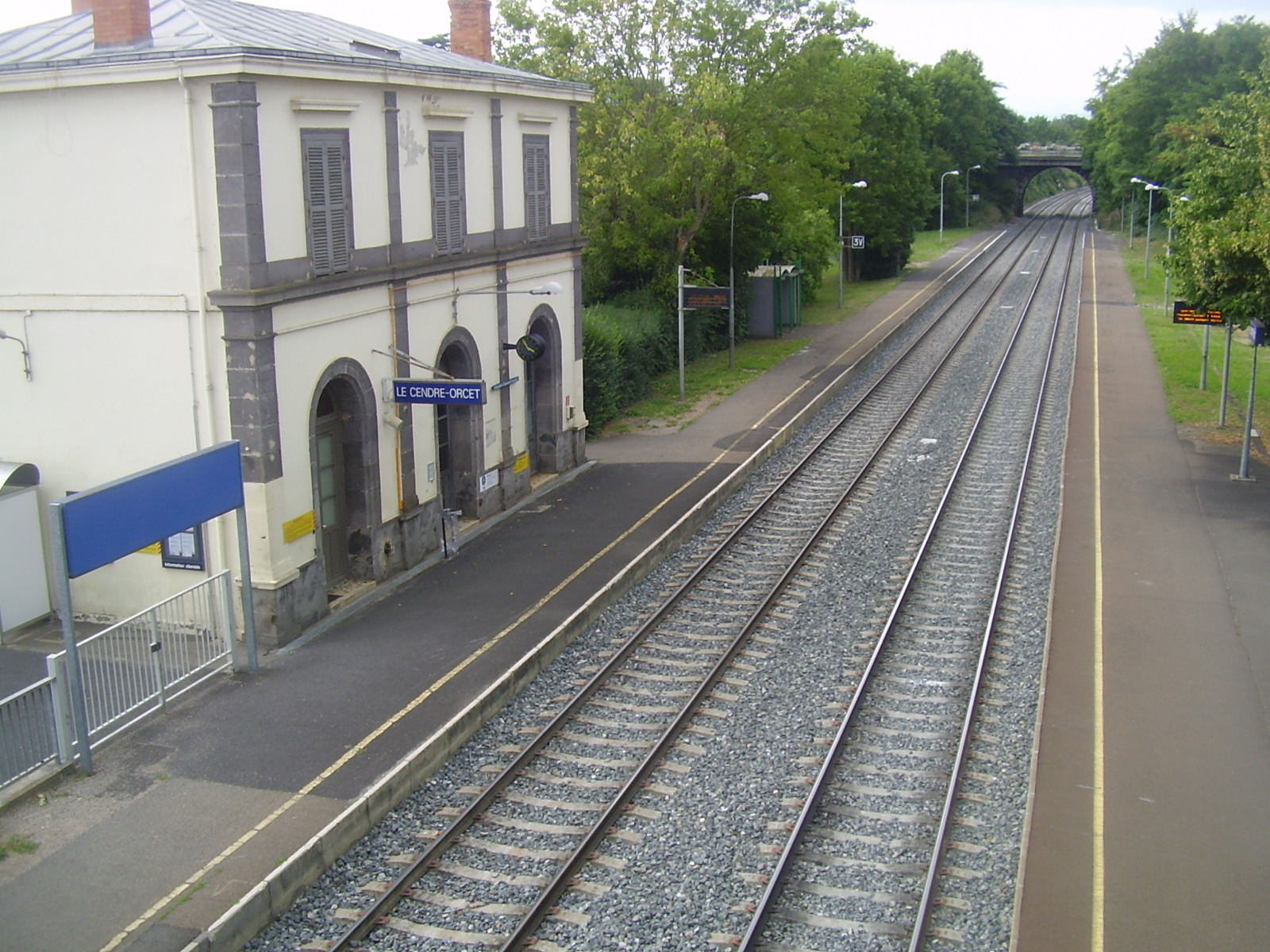
Voies et quais de la gare en 2009.
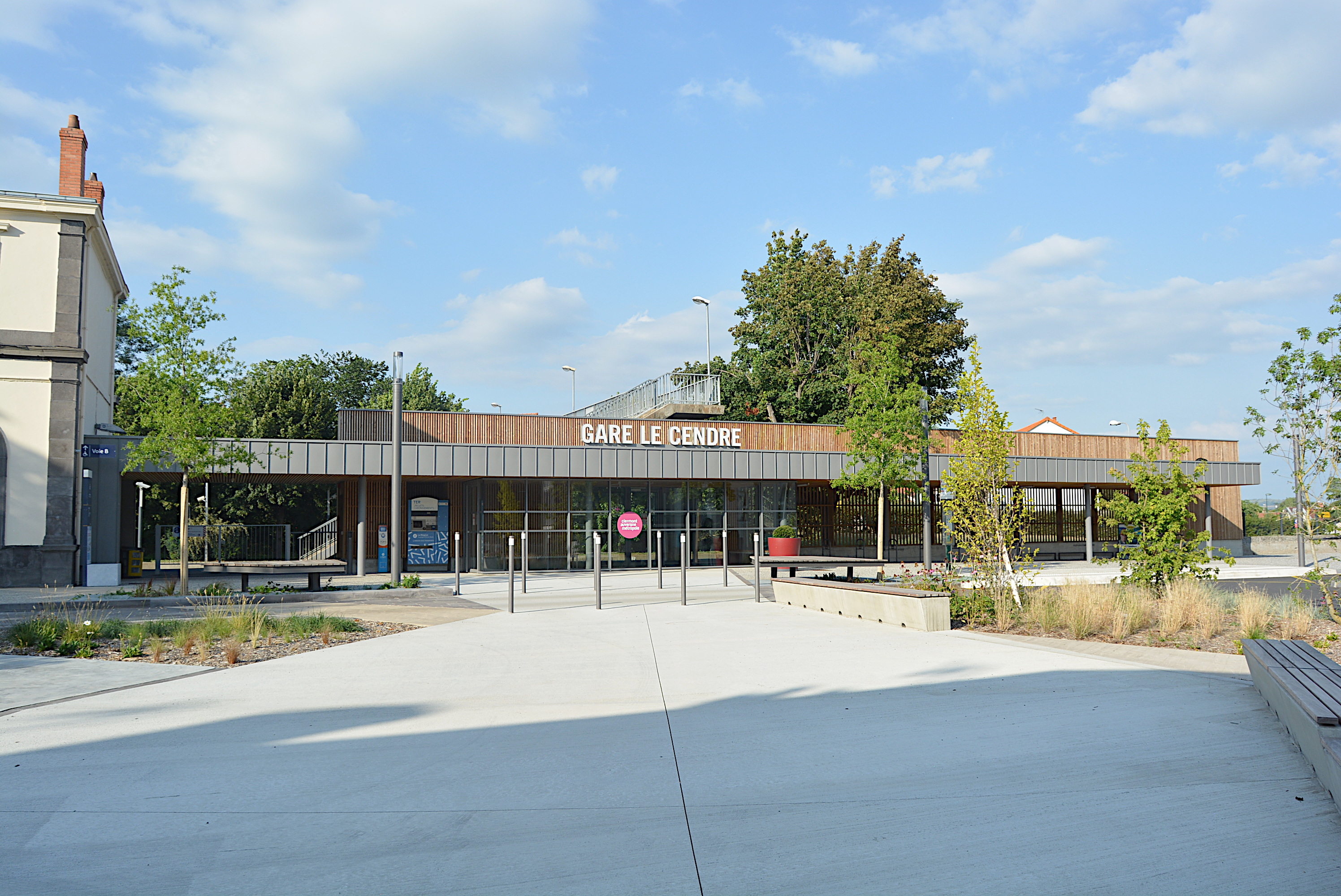
Extension du bâtiment voyageurs de la gare.
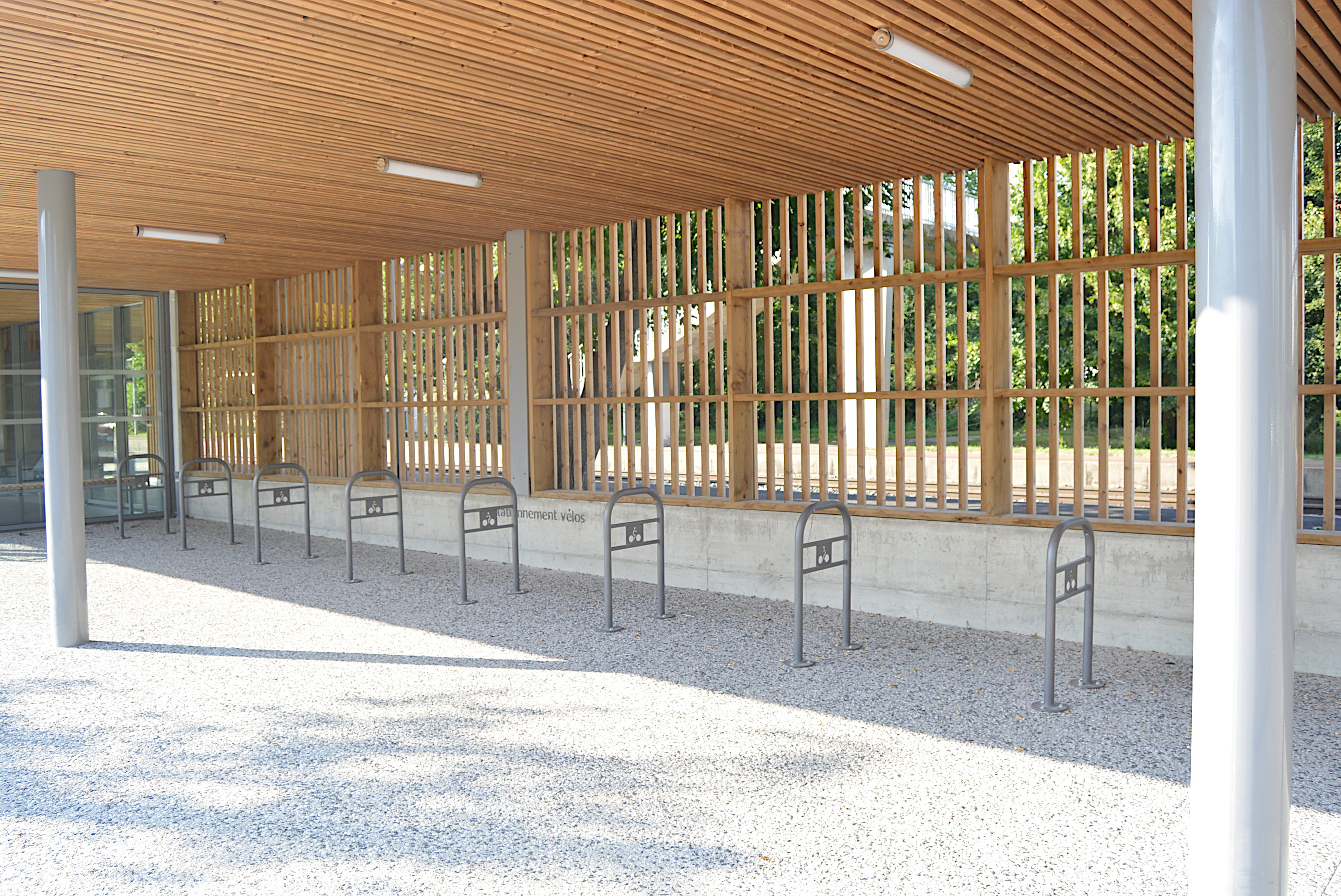
Parking vélos.
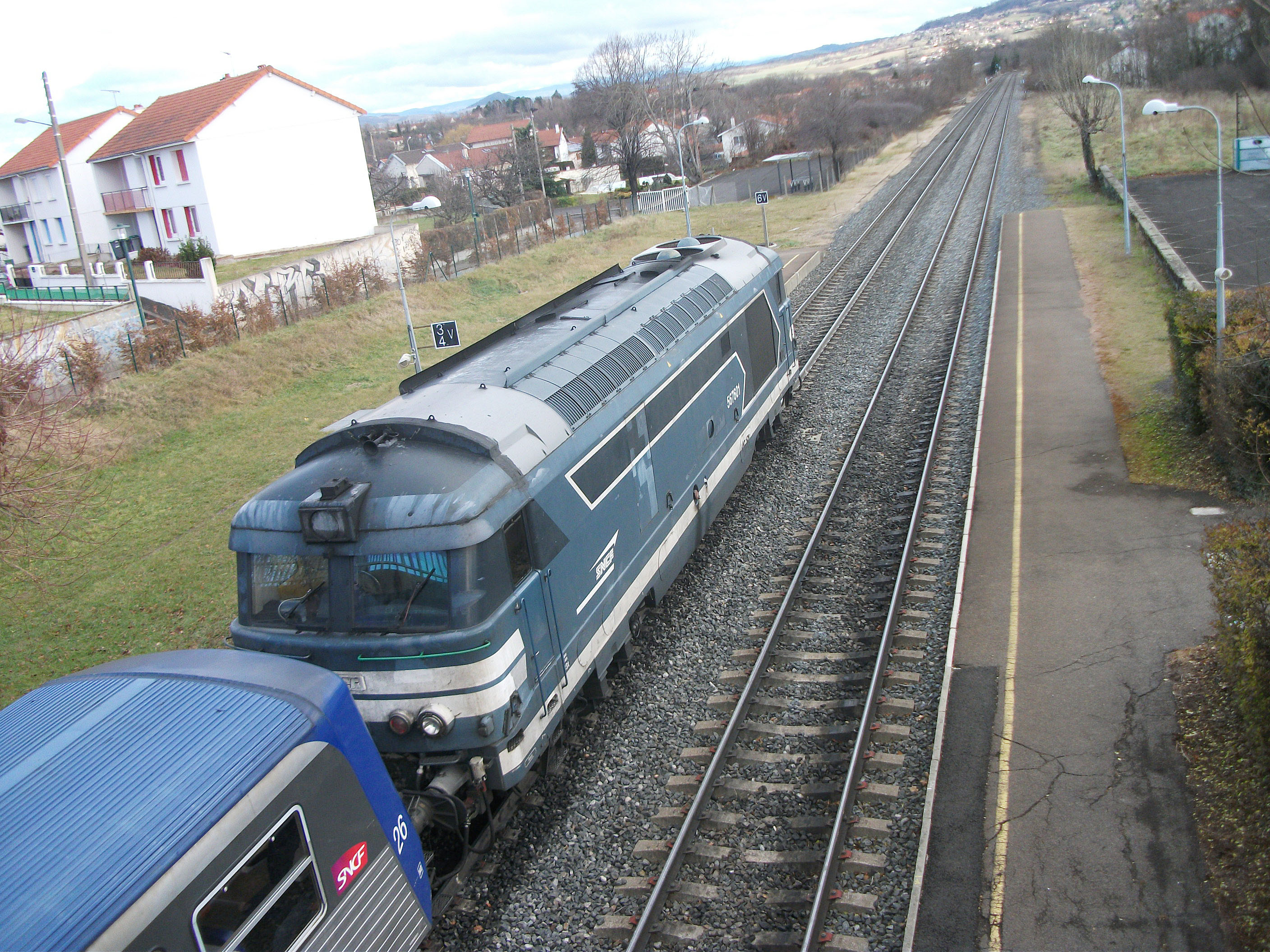
BB 67601 tirant le TER 873723 (Clermont-Ferrand – Brioude) le 25 décembre 2013.